# Liste der Biografien/Dor
Liste der Biografien |
Portal Biografien |
Personensuche
# |
A |
B |
C |
D |
E |
F |
G |
H |
I |
J |
K |
L |
M |
N |
O |
P |
Q |
R |
S |
T |
U |
V |
W |
X |
Y |
Z |
?
 
Da |
Db |
Dc |
Dd |
De |
Dg |
Dh |
Di |
Dj |
Dk |
Dl |
Dm |
Dn |
Do |
Dq |
Dr |
Ds |
Du |
Dv |
Dw |
Dy |
Dz
 
Doa |
Dob |
Doc |
Dod |
Doe |
Dof |
Dog |
Doh |
Doi |
Doj |
Dok |
Dol |
Dom |
Don |
Doo |
Dop |
Doq |
Dor |
Dos |
Dot |
Dou |
Dov |
Dow |
Dox |
Doy |
Doz
 
Dora |
Dorb |
Dorc |
Dord |
Dore |
Dorf |
Dorg |
Dorh |
Dori |
Dorj |
Dork |
Dorl |
Dorm |
Dorn |
Doro |
Dorp |
Dorr |
Dors |
Dort |
Doru |
Dorv |
Dorw |
Dory |
Dorz
Die Liste der Biografien führt alle Personen auf, die in der deutschsprachigen Wikipedia einen Artikel haben. Dieses ist eine Teilliste mit 9 Einträgen von Personen, deren Namen mit den Buchstaben „Dor“ beginnt.

## Dor
- Dor, Daniel (* 1986), israelischer Jazzmusiker (Schlagzeug)
- D’Or, David (* 1965), israelischer Countertenor
- Dor, Efrat (* 1983), israelische Schauspielerin
- Dor, Frédéric (* 1948), französischer Autorennfahrer
- Dor, Henri (1835–1912), Schweizer Ophthalmologe
- Dor, Karin (1938–2017), deutsche SchauspielerinKarin Dor (1938–2017)

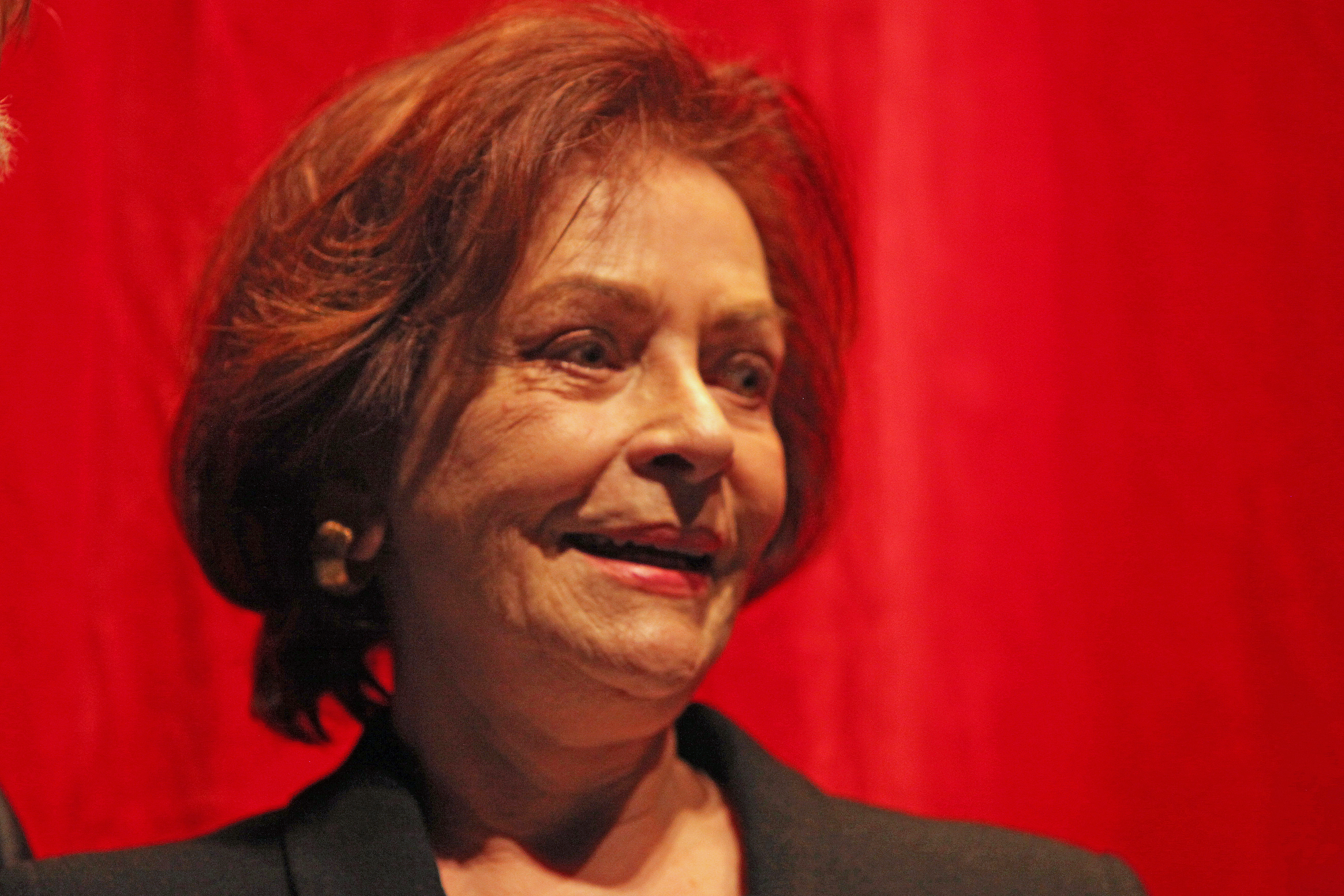
Karin Dor (1938–2017)

- Dor, Maureen (* 1970), belgische Fernsehmoderatorin und Schauspielerin
- Dor, Milan (* 1947), österreichischer Filmproduzent, Drehbuchautor, Regisseur
- Dor, Milo (1923–2005), österreichischer Schriftsteller